# Colegiul Național Bănățean
Colegiul Național Bănățean este unul dintre cele mai prestigioase licee din Timișoara. Clădirile colegiului fac parte din complexul care a aparținut Ordinului Surorilor de Notre Dame, care deținea și Biserica Notre Dame din Timișoara. În prezent acest complex este parte din situl urban „Vechiul Cartier Iosefin”, monument istoric cod LMI TM-II-s-B-06098.
În 2016 primăria Timișoarei a cumpărat de la Episcopia Romano-Catolică complexul de clădiri din care fac parte Colegiul Național Bănățean și Liceul Dositej Obradović cu suma de 4,6 milioane de euro, sumă care va fi plătită eșalonat timp de trei ani, în rate trimestriale. Complexul cuprinde o suprafață clădită de 13 165 m² și aproape tot atât (13 029 m²) de teren intravilan. Până la data cumpărării primăria Timișoarei plătea pentru utilizarea complexului 15 000 de euro lunar.

## Istoric
Clădirea Colegiului Național Bănățean din Timișoara a adăpostit instituții de învățământ încă de la înființare. 
- Între anii 1773 și 1880 a funcționat aici Școala Elementară „Trivium” de pe lângă parohia din cartierul Iosefin.
- Între 1881 și 1890, în paralel cu Școala Elementară, a funcționat și Școala Surorilor „Notre Dame”.
- Între 1890 și 1924 a fost abandonată vechea școală elementară, iar noua școală catolică și-a extins perimetrul, adăugându-se aripa dinspre actualul Bulevard Dragalina.
- În 1924 Școala Surorilor „Notre Dame” și-a lărgit sfera de activitate, înființând Școala de Menaj „Regina Maria”.
- În 1931, odată cu înființarea cursului liceal, instituția devine Liceul Romano-Catolic de Fete „Notre Dame”.
- În 1946 Școala de Menaj „Regina Maria” își schimbă denumirea în Școala Urbană de Gospodărie, iar ulterior, în 1947, în Școala Tehnică de Gospodărie Timișoara.
- În 1948 Liceul Romano-Catolic de Fete „Notre Dame” devine Școala Normală de Fete Timișoara.
- O dată cu reforma învățământului din 1948, Școala Tehnică de Gospodărie devine Școala Pedagogică de Educatoare, iar Liceul Romano-Catolic de Fete „Notre Dame” devine Școala Pedagogică de Fete.
- În 1948 a fost mutată aici, de la Liceul „C. D. Loga” Timișoara, secția cu predare în limba sârbă.
- Din 1956 noua denumire a instituțiilor adăpostite în complex este Școala Medie Nr. 7 Timișoara.
- În 1961 se înființează o secție germană și o secție maghiară a Școlii Medii Nr. 7. Cea dintâi funcționează și astăzi, iar cea maghiară s-a desprins o dată cu înființarea Liceului „Béla Bartók”.
- Între 1965 si 1973 instituția funcționează sub numele de Școala Medie Nr. 10 Timișoara.
- Din 1973 liceul primește noua denumire de Liceul Real-Umanist Nr. 1 Timișoara.
- În 1977 instituția devine Liceul de Filologie–Istorie Timișoara.
- În 1990 se înființează Liceul Sârbesc, iar Liceul de Filologie–Istorie își schimbă denumirea în Colegiul Bănățean Timișoara.
- Din 1999 instituția primește titulatura de Colegiul Național Bănățean Timișoara, denumire sub care funcționează și astăzi.

## Dotare
- 3 laboratoare de chimie;
- 3 laboratoare de fizică;
- 3 laboratoare de biologie;
- 4 laboratoare de informatică;
- O sală festivă;
- 2 baze sportive;
- Un club al elevilor;

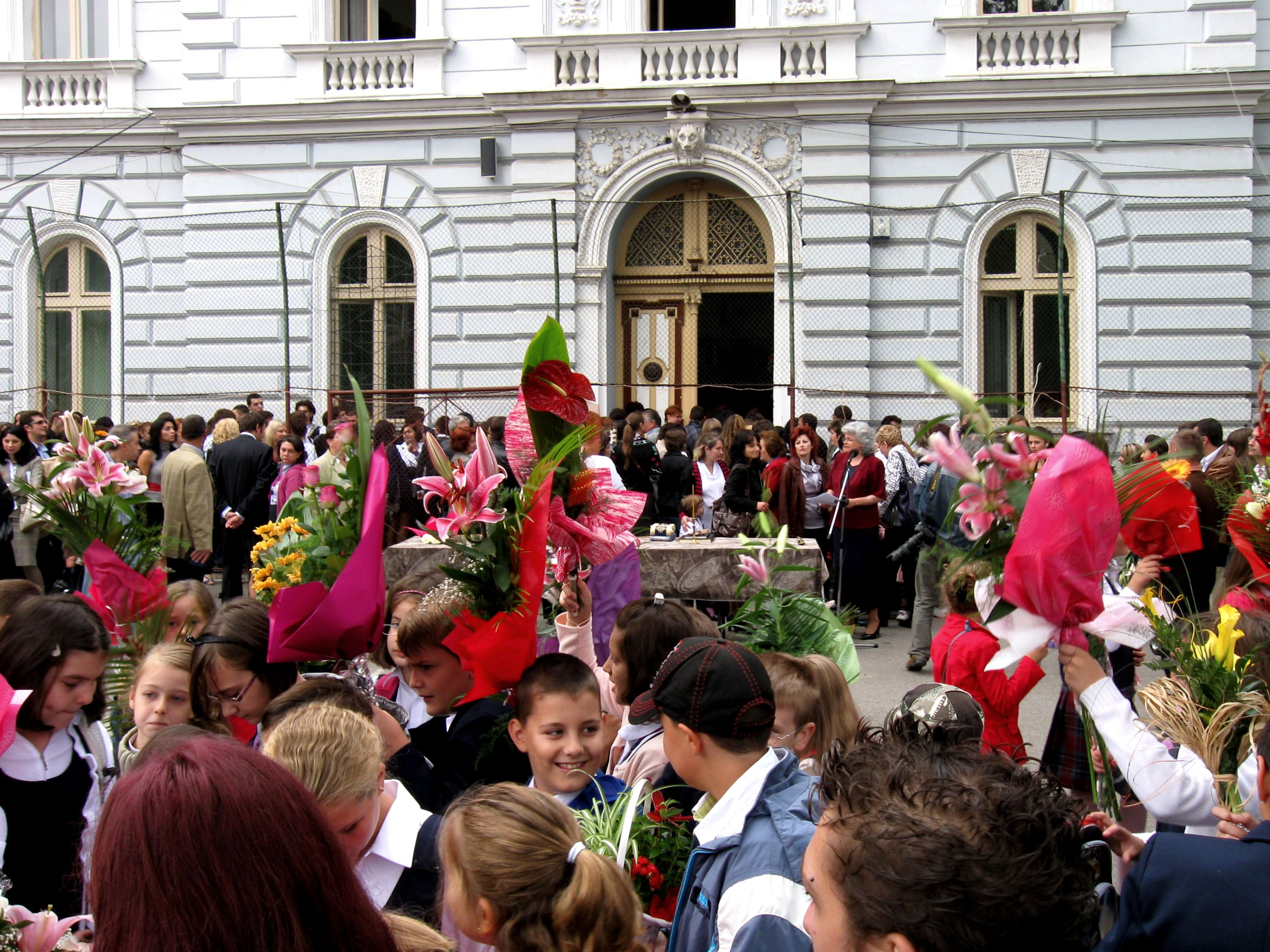
Festivitate de început de an școlar în 2010

- O bibliotecă cu un fond de carte de 26.000 de exemplare;
- O cantină cu 150 de locuri;
- Un internat de 100 de locuri;
- O capelă;
- O sală media;
- Afterschool.